# Campionato nazionale juniores - Torneo Dante Berretti 1994-1995
Il "Dante Berretti" 1994-1995 è stato la 29ª edizione del campionato nazionale Dante Berretti e l'ultimo con la vittoria valida due punti. I detentori del trofeo erano Milan (per le squadre di Serie A e B) e Nola (per le squadre di Serie C).
Le vincitrici del trofeo sono Cesena (per le squadre di Serie A e B) e Leffe (per le squadre di Serie C).
Ogni classifica presenta delle differenze significative nelle reti fatte e subite rispetto alle classifiche ufficiali della prima fase, come se Fontanelli non li avesse utilizzati e consultati.

## Prima fase

### Girone A
|  | Pos. | Squadra        | Pt | G  | V  | N  | P  | GF | GS | DR  |
|  | ---- | -------------- | -- | -- | -- | -- | -- | -- | -- | --- |
|  | 1.   | Milan          | 53 | 30 | 24 | 5  | 1  | 69 | 16 | +53 |
|  | 2.   | Saronno        | 43 | 30 | 18 | 7  | 5  | 59 | 30 | +29 |
|  | 3.   | Sampdoria      | 42 | 30 | 18 | 6  | 6  | 65 | 34 | +31 |
|  | 4.   | Solbiatese     | 42 | 30 | 17 | 8  | 5  | 40 | 19 | +21 |
|  | 4.   | Genoa          | 42 | 30 | 16 | 10 | 4  | 42 | 28 | +14 |
|  | 6.   | Varese         | 38 | 30 | 14 | 10 | 6  | 55 | 36 | +19 |
|  | 7.   | Pro Sesto      | 32 | 30 | 11 | 10 | 9  | 39 | 39 | 0   |
|  | 8.   | Pro Vercelli   | 30 | 30 | 10 | 10 | 10 | 35 | 33 | +2  |
|  | 9.   | Novara         | 27 | 30 | 8  | 11 | 11 | 32 | 35 | -3  |
|  | 10.  | Cremapergo     | 24 | 30 | 7  | 10 | 3  | 39 | 45 | -6  |
|  | 10.  | Alessandria    | 24 | 30 | 7  | 10 | 13 | 31 | 45 | -14 |
|  | 12.  | Aosta          | 23 | 30 | 8  | 7  | 15 | 32 | 49 | -17 |
|  | 12.  | Naz. Indonesia | 23 | 30 | 8  | 7  | 15 | 38 | 48 | -20 |
|  | 14.  | Legnano        | 17 | 30 | 4  | 9  | 17 | 26 | 47 | -21 |
|  | 15.  | Fiorenzuola    | 12 | 30 | 3  | 6  | 21 | 19 | 57 | -38 |
|  | 16.  | Pavia          | 7  | 30 | 2  | 4  | 24 | 25 | 75 | -50 |

Legenda:
      Ammesso alla fase finale Serie A-B.
      Ammesso alla fase finale Serie C1-C2.
Regolamento:
Due punti a vittoria, uno a pareggio, zero a sconfitta.
Pari merito in caso di pari punti.
Non conta la differenza reti negli scontri diretti e la classifica avulsa definita dalle NOIF solo per i campionati nazionali.
Spareggio in caso di pari punti per l'ammissione alle finali.
Nazionale Indonesia ammessa al torneo ma fuori classifica, come da accordi con la FIGC (anche per la Primavera).

### Girone B
|  | Pos. | Squadra      | Pt | G  | V  | N  | P  | GF | GS | DR  |
|  | ---- | ------------ | -- | -- | -- | -- | -- | -- | -- | --- |
|  | 1.   | Atalanta     | 45 | 30 | 17 | 11 | 2  | 45 | 14 | +31 |
|  | 2.   | Leffe        | 41 | 30 | 16 | 9  | 5  | 40 | 22 | +18 |
|  | 3.   | Trento       | 37 | 30 | 13 | 11 | 6  | 39 | 35 | +2  |
|  | 4.   | Giorgione    | 36 | 30 | 13 | 10 | 7  | 45 | 26 | +19 |
|  | 4.   | Verona       | 36 | 30 | 12 | 12 | 6  | 39 | 31 | +8  |
|  | 6.   | Como         | 35 | 30 | 11 | 13 | 6  | 49 | 29 | +20 |
|  | 7.   | Monza        | 33 | 30 | 12 | 9  | 9  | 43 | 30 | +13 |
|  | 8.   | SPAL         | 30 | 30 | 11 | 8  | 11 | 33 | 32 | +1  |
|  | 8.   | Lumezzane    | 30 | 30 | 9  | 12 | 9  | 38 | 39 | -1  |
|  | 10.  | Lecco        | 29 | 30 | 7  | 15 | 8  | 35 | 38 | -3  |
|  | 11.  | Cittadella   | 26 | 30 | 7  | 12 | 11 | 33 | 45 | -12 |
|  | 12.  | Ospitaletto  | 25 | 30 | 9  | 7  | 14 | 32 | 34 | -2  |
|  | 13.  | Sandonà 1922 | 22 | 30 | 7  | 8  | 15 | 30 | 54 | -24 |
|  | 14.  | Palazzolo    | 21 | 30 | 5  | 11 | 14 | 31 | 43 | -12 |
|  | 15.  | Brescello    | 18 | 30 | 5  | 8  | 17 | 25 | 57 | -32 |
|  | 16.  | Valdagno     | 16 | 30 | 3  | 10 | 17 | 26 | 54 | -28 |

Legenda:
      Ammesso alla fase finale Serie A-B.
      Ammesso alla fase finale Serie C1-C2.
Regolamento:
Due punti a vittoria, uno a pareggio, zero a sconfitta.
Pari merito in caso di pari punti.
Non conta la differenza reti negli scontri diretti e la classifica avulsa definita dalle NOIF solo per i campionati nazionali.
Spareggio in caso di pari punti per l'ammissione alle finali.

### Girone C
|  | Pos. | Squadra      | Pt | G  | V  | N  | P  | GF | GS | DR  |
|  | ---- | ------------ | -- | -- | -- | -- | -- | -- | -- | --- |
|  | 1.   | Modena       | 46 | 30 | 19 | 8  | 3  | 71 | 27 | +44 |
|  | 2.   | Cesena       | 42 | 30 | 17 | 8  | 5  | 53 | 19 | +34 |
|  | 3.   | Fano         | 41 | 30 | 14 | 13 | 3  | 33 | 12 | +21 |
|  | 4.   | Centese      | 40 | 30 | 14 | 12 | 4  | 45 | 20 | +25 |
|  | 5.   | Parma        | 38 | 30 | 15 | 8  | 7  | 64 | 34 | +30 |
|  | 5.   | Bologna      | 38 | 30 | 12 | 14 | 4  | 44 | 30 | +14 |
|  | 7.   | Carpi        | 37 | 30 | 14 | 9  | 7  | 56 | 29 | +27 |
|  | 7.   | Crevalcore   | 37 | 30 | 15 | 7  | 8  | 64 | 38 | +26 |
|  | 9.   | Baracca Lugo | 28 | 30 | 10 | 8  | 12 | 39 | 33 | +6  |
|  | 10.  | Ravenna      | 27 | 30 | 7  | 13 | 10 | 40 | 39 | +1  |
|  | 11.  | Rimini       | 26 | 30 | 8  | 10 | 12 | 37 | 43 | -6  |
|  | 12.  | Forlì        | 24 | 30 | 7  | 10 | 13 | 24 | 41 | -17 |
|  | 13.  | Gualdo       | 18 | 30 | 2  | 14 | 14 | 24 | 56 | -32 |
|  | 14.  | Vis Pesaro   | 16 | 30 | 5  | 6  | 19 | 29 | 78 | -49 |
|  | 15.  | Maceratese   | 14 | 30 | 4  | 6  | 20 | 22 | 65 | -23 |
|  | 16.  | Fermana      | 8  | 30 | 1  | 6  | 24 | 14 | 95 | -81 |

Legenda:
      Ammesso alla fase finale Serie A-B.
      Ammesso alla fase finale Serie C1-C2.
Regolamento:
Due punti a vittoria, uno a pareggio, zero a sconfitta.
Pari merito in caso di pari punti.
Non conta la differenza reti negli scontri diretti e la classifica avulsa definita dalle NOIF solo per i campionati nazionali.
Spareggio in caso di pari punti per l'ammissione alle finali.

### Girone D
|  | Pos. | Squadra     | Pt | G  | V  | N  | P  | GF | GS | DR  |
|  | ---- | ----------- | -- | -- | -- | -- | -- | -- | -- | --- |
|  | 1.   | Carrarese   | 37 | 28 | 15 | 7  | 6  | 57 | 27 | +30 |
|  | 2.   | Empoli      | 34 | 28 | 11 | 12 | 5  | 42 | 28 | +14 |
|  | 3.   | Fiorentina  | 33 | 28 | 11 | 11 | 6  | 42 | 33 | +9  |
|  | 4.   | Massese     | 32 | 28 | 9  | 14 | 5  | 39 | 24 | +15 |
|  | 5.   | Lucchese    | 31 | 28 | 9  | 13 | 6  | 41 | 32 | +9  |
|  | 6.   | Prato       | 30 | 28 | 12 | 6  | 10 | 37 | 31 | +6  |
|  | 6.   | Siena       | 30 | 28 | 11 | 8  | 9  | 39 | 46 | -7  |
|  | 8.   | Poggibonsi  | 29 | 28 | 10 | 9  | 9  | 40 | 43 | -3  |
|  | 8.   | Livorno     | 29 | 28 | 10 | 9  | 9  | 35 | 46 | -11 |
|  | 10.  | Cecina      | 28 | 28 | 9  | 10 | 9  | 34 | 41 | -7  |
|  | 11.  | Pontedera   | 24 | 28 | 8  | 8  | 12 | 33 | 30 | +3  |
|  | 11.  | Spezia      | 24 | 28 | 9  | 6  | 13 | 38 | 37 | +1  |
|  | 11.  | Pistoiese   | 24 | 28 | 8  | 8  | 12 | 32 | 35 | -3  |
|  | 14.  | Ponsacco    | 23 | 28 | 7  | 9  | 12 | 30 | 48 | -18 |
|  | 15.  | Montevarchi | 12 | 28 | 3  | 6  | 19 | 27 | 65 | -38 |

Legenda:
      Ammesso alla fase finale Serie A-B.
      Ammesso alla fase finale Serie C1-C2.
Regolamento:
Due punti a vittoria, uno a pareggio, zero a sconfitta.
Pari merito in caso di pari punti.
Non conta la differenza reti negli scontri diretti e la classifica avulsa definita dalle NOIF solo per i campionati nazionali.
Spareggio in caso di pari punti per l'ammissione alle finali.

### Girone E
|  | Pos. | Squadra          | Pt | G  | V  | N | P  | GF | GS | DR  |
|  | ---- | ---------------- | -- | -- | -- | - | -- | -- | -- | --- |
|  | 1.   | Perugia          | 44 | 26 | 21 | 2 | 3  | 68 | 12 | +56 |
|  | 2.   | Lodigiani        | 41 | 26 | 17 | 7 | 2  | 72 | 18 | +54 |
|  | 3.   | Lazio            | 40 | 26 | 18 | 4 | 4  | 64 | 17 | +47 |
|  | 4.   | Roma             | 37 | 26 | 16 | 5 | 5  | 49 | 25 | +24 |
|  | 5.   | Chieti           | 27 | 26 | 10 | 7 | 9  | 29 | 31 | -2  |
|  | 6.   | Torres           | 23 | 26 | 8  | 9 | 9  | 32 | 34 | -2  |
|  | 7.   | Pro Vasto        | 22 | 26 | 9  | 5 | 12 | 27 | 38 | -11 |
|  | 7.   | Formia           | 22 | 26 | 7  | 8 | 11 | 19 | 30 | -11 |
|  | 7.   | Giulianova       | 22 | 26 | 8  | 6 | 12 | 24 | 36 | -12 |
|  | 7.   | Avezzano         | 22 | 26 | 8  | 6 | 12 | 24 | 38 | -14 |
|  | 11.  | Sora             | 21 | 26 | 9  | 3 | 14 | 34 | 41 | -7  |
|  | 12.  | Frosinone        | 20 | 26 | 9  | 3 | 14 | 18 | 49 | -31 |
|  | 13.  | Castel di Sangro | 12 | 26 | 4  | 5 | 17 | 20 | 57 | -37 |
|  | 14.  | Teramo           | 5  | 26 | 1  | 4 | 21 | 19 | 73 | -54 |

Legenda:
      Ammesso alla fase finale Serie A-B.
      Ammesso alla fase finale Serie C1-C2.
Regolamento:
Due punti a vittoria, uno a pareggio, zero a sconfitta.
Pari merito in caso di pari punti.
Non conta la differenza reti negli scontri diretti e la classifica avulsa definita dalle NOIF solo per i campionati nazionali.
Spareggio in caso di pari punti per l'ammissione alle finali.

### Girone F
|  | Pos. | Squadra       | Pt | G  | V  | N  | P  | GF | GS | DR  |
|  | ---- | ------------- | -- | -- | -- | -- | -- | -- | -- | --- |
|  | 1.   | Napoli        | 39 | 26 | 16 | 7  | 3  | 53 | 22 | +31 |
|  | 2.   | Nola          | 38 | 26 | 14 | 10 | 2  | 53 | 20 | +33 |
|  | 3.   | Turris        | 37 | 26 | 14 | 9  | 3  | 33 | 17 | +16 |
|  | 4.   | Nocerina      | 32 | 26 | 12 | 8  | 6  | 36 | 25 | +11 |
|  | 5.   | Battipagliese | 30 | 26 | 12 | 6  | 8  | 48 | 37 | +11 |
|  | 5.   | Benevento     | 30 | 26 | 11 | 8  | 7  | 34 | 24 | +10 |
|  | 7.   | Savoia        | 28 | 26 | 9  | 10 | 7  | 40 | 35 | +5  |
|  | 8.   | Albanova      | 26 | 26 | 8  | 10 | 8  | 26 | 28 | -2  |
|  | 9.   | Avellino      | 25 | 26 | 7  | 11 | 8  | 28 | 27 | -1  |
|  | 10.  | Juve Stabia   | 20 | 26 | 5  | 10 | 11 | 20 | 28 | -8  |
|  | 11.  | Sangiuseppese | 17 | 26 | 5  | 8  | 13 | 19 | 42 | -23 |
|  | 12.  | Ischia        | 14 | 26 | 2  | 10 | 14 | 22 | 51 | -29 |
|  | 12.  | Matera        | 14 | 26 | 6  | 2  | 18 | 31 | 62 | -31 |
|  | 14.  | Cosenza       | 13 | 26 | 3  | 7  | 16 | 17 | 42 | -25 |

Legenda:
      Ammesso alla fase finale Serie A-B.
      Ammesso alla fase finale Serie C1-C2.
Regolamento:
Due punti a vittoria, uno a pareggio, zero a sconfitta.
Pari merito in caso di pari punti.
Non conta la differenza reti negli scontri diretti e la classifica avulsa definita dalle NOIF solo per i campionati nazionali.
Spareggio in caso di pari punti per l'ammissione alle finali.

### Girone G
|  | Pos. | Squadra                                         | Pt | G  | V  | N  | P  | GF | GS | DR  |
|  | ---- | ----------------------------------------------- | -- | -- | -- | -- | -- | -- | -- | --- |
|  | 1.   | Catanzaro                                       | 32 | 22 | 13 | 6  | 3  | 36 | 18 | +18 |
|  | 2.   | Casarano                                        | 29 | 22 | 10 | 9  | 3  | 57 | 28 | +29 |
|  | 3.   | Trapani                                         | 28 | 22 | 13 | 5  | 4  | 45 | 19 | +26 |
|  | 4.   | Palermo                                         | 25 | 22 | 11 | 6  | 5  | 26 | 21 | +5  |
|  | 5.   | Fasano                                          | 24 | 22 | 9  | 7  | 6  | 28 | 19 | +9  |
|  | 6.   | Molfetta                                        | 23 | 22 | 9  | 5  | 8  | 27 | 20 | +7  |
|  | 7.   | Atletico Catania                                | 22 | 22 | 6  | 10 | 6  | 32 | 35 | -3  |
|  | 8.   | Barletta                                        | 16 | 22 | 6  | 7  | 9  | 21 | 24 | -3  |
|  | 9.   | Bisceglie                                       | 16 | 22 | 5  | 8  | 9  | 19 | 27 | -8  |
|  | 10.  | Soccer Trani                                    | 11 | 22 | 4  | 5  | 13 | 24 | 52 | -28 |
|  | 11.  | Castrovillari                                   | 6  | 22 | 2  | 3  | 17 | 9  | 54 | -45 |
|  |      | Siracusa Escluso dal campionato dopo 4 rinunce. |    |    |    |    |    |    |    |     |
|  |      | Reggina Esclusa dal campionato dopo 4 rinunce   |    |    |    |    |    |    |    |     |
|  |      | Lecce Ritirato.                                 |    |    |    |    |    |    |    |     |

Legenda:
      Ammesso alla fase finale Serie A-B.
      Ammesso alla fase finale Serie C1-C2.
Regolamento:
Due punti a vittoria, uno a pareggio, zero a sconfitta.
Pari merito in caso di pari punti.
Non conta la differenza reti negli scontri diretti e la classifica avulsa definita dalle NOIF solo per i campionati nazionali.
Spareggio in caso di pari punti per l'ammissione alle finali.

## Fase finale Serie A-B
| Squadra 1                     | Totale           | Squadra 2        | Andata     | Ritorno    |
| ----------------------------- | ---------------- | ---------------- | ---------- | ---------- |
| QUARTI DI FINALE              | QUARTI DI FINALE | QUARTI DI FINALE | 13.05.1995 | 20.05.1995 |
| Milan                         | 2 - 0            | Atalanta         | 1 - 0      | 1 - 0      |
| Perugia                       | 3 - 1            | Fiorentina       | 3 - 0      | 0 - 1      |
| Palermo                       | 2 - 4            | Napoli           | 1 - 2      | 1 - 2      |
| Cesena promosso per sorteggio |                  |                  |            |            |
| SEMIFINALI                    | SEMIFINALI       | SEMIFINALI       | 27.05.1995 | 03.06.1995 |
| Milan                         | 1 - 1 gfc        | Cesena           | 1 - 1      | 0 - 0      |
| Perugia                       | 1 - 1 gfc        | Napoli           | 0 - 0      | 1 - 1      |
| FINALE                        | FINALE           | FINALE           | 10.06.1995 | 13.06.1995 |
| Perugia                       | 2 - 2 (3-5 dcr)  | Cesena           | 1 - 1      | 1 - 1      |

## Fase finale Serie C1-C2
| Squadra 1                      | Totale           | Squadra 2        | Andata     | Ritorno    |
| ------------------------------ | ---------------- | ---------------- | ---------- | ---------- |
| QUARTI DI FINALE               | QUARTI DI FINALE | QUARTI DI FINALE | 13.05.1995 | 20.05.1995 |
| Modena                         | 2 - 3            | Leffe            | 0 - 0      | 2 - 3      |
| Lodigiani                      | 4 - 2            | Carrarese        | 1 - 0      | 3 - 2      |
| Catanzaro                      | 2 - 1            | Nola             | 1 - 1      | 1 - 0      |
| Saronno promosso per sorteggio |                  |                  |            |            |
| SEMIFINALI                     | SEMIFINALI       | SEMIFINALI       | 27.05.1995 | 03.06.1995 |
| Saronno                        | 3 - 4            | Leffe            | 2 - 1      | 1 - 3      |
| Lodigiani                      | 3 - 1            | Catanzaro        | 2 - 0      | 1 - 1      |
| FINALE                         | FINALE           | FINALE           | 11.06.1995 | 17.06.1995 |
| Leffe                          | 4 - 3            | Lodigiani        | 1 - 2      | 3 - 1      |